# Gunter Heise
Gunter Heise (* 19. April 1951 in Laucha an der Unstrut) war bis Ende April 2013 der geschäftsführende Gesellschafter und Sprecher der Geschäftsführung der Rotkäppchen-Mumm Sektkellereien GmbH in Freyburg (Unstrut).

## Leben
Der Sohn eines Bäckers studierte nach dem Abitur in Naumburg an der Technischen Universität Dresden Verarbeitungs- und Verfahrenstechnik, Fachrichtung Lebensmitteltechnik. Im Jahr 1973 begann er als Diplom-Ingenieur seine berufliche Karriere im VEB Rotkäppchen-Sektkellerei, 1978 wurde er Technischer Leiter. Nach der deutschen Wiedervereinigung wurde Heise 1991 Geschäftsführer des unter der Führung der Treuhandanstalt stehenden Betriebs.
Nach dem Kauf durch die Geschäftsführung wurde Heise 1993 geschäftsführender Gesellschafter. Er modernisierte die Traditionsmarke Rotkäppchen Sekt und machte sie zur Nummer 1 auf dem deutschen Sektmarkt mit einem Marktanteil von 31 % im Jahr 2009. Nach seinem Rückzug Ende April 2013 wurde er Vorsitzender des Beirats. Sein Nachfolger ist Christof Queisser.
Gunter Heise ist begeisterter Karnevalist. Aus seiner Ehe mit einer Zahnärztin hat er einen Sohn.

## Auszeichnungen
- Bundesverdienstkreuz am Bande (4. Juni 1999)[2]
- „Unternehmer des Jahres“ (2002)[3]
- „Einheitspreis“ der SUPERillu (2010)[4]
- Verdienstorden des Landes Sachsen-Anhalt (2010)
- Preis Soziale Marktwirtschaft der Konrad-Adenauer-Stiftung (2019)[5]